# Jos Daerden
Pour les articles homonymes, voir Daerden.
Jozef Winandus Daerden (prononcé en néerlandais : [ˈjoː.zəf ˈjɔs ˈdaːr.də(n)]), dit Jos Daerden, né le 26 novembre 1954 à 's Herenelderen en Belgique, est un ancien footballeur international belge.

## Biographie
Il a débuté au KSK Tongres, a passé une saison au RFC Liège, est revenu à Tongres, club avec lequel il a joué plusieurs saisons en division 2 belge. Transféré en 1980 au Standard de Liège, il y a remporté une Coupe de Belgique en 1981, deux championnats de Belgique en 1982 et 1983 et a disputé la finale de la Coupe d'Europe des Vainqueurs de Coupe en 1982 face au FC Barcelone.
Durant sa période au Standard, il est également international à cinq reprises.
Il quitte le club des Rouches en 1984 pour Roda JC à la suite de l'affaire de corruption Standard-Waterschei.
Peu après, Jos Daerden revient en Belgique, il joue au K Beerschot VAV puis au KFC Germinal Ekeren.
Sa carrière de joueur terminée, il devient entraîneur. Il dirige le KSK Beveren de 1992 à 1995, KFC Lommel SK de septembre 1995 à 1996 puis de janvier 1999 à février 2000, le Standard de Liège en 1996-1997, le Lierse SK de 1997 à avril 1998, le FC Eindhoven (Pays-Bas) en 2000-2001, le KRC Genk comme entraîneur adjoint de 2001 à 2004, le RAEC Mons d'octobre 2004 à 2005, le KFC Germinal Beerschot en 2005-2006 et le Metalurg Donetsk (Ukraine) d'abord comme entraîneur adjoint en 2006-2007 puis comme entraîneur principal de mai à décembre 2007. 
À partir de septembre 2009, il dirige à nouveau les joueurs du KFC Germinal Beerschot. Fin août 2010, il devient l'adjoint de Michel Preud'homme au FC Twente. Le 29 juin 2011, il signe un contrat d'un an avec option pour une saison supplémentaire en faveur du RSC Charleroi. Il est démis de ses fonctions le 26 septembre 2011.
En 2012, il devient l'entraineur d'Újpest, en Hongrie. Il démissionne cependant en mars 2013 à la suite d'une lourde défaite 0-6 et un bilan peu glorieux de 22 points sur 54 et une 11e place (sur 16) au classement général.
Le 1er juillet 2014, il devient l’entraîneur-adjoint de Franky Vercauteren au Krylia Sovetov Samara, en Russie.  Il décide de ne pas prolonger son contrat le 2 juin 2016.
Le 4 janvier 2017, il est nommé entraîneur-adjoint du néerlandais Albert Stuivenberg au KRC Genk.
Depuis 2019, il occupe un poste de coordinateur auprès de l'académie des jeunes du club.

## Palmarès
- International belge de 1982 à 1984 (5 sélections)
- Champion de Belgique en 1982 et 1983 avec le Standard de Liège
- Vainqueur de la Coupe de Belgique en 1981 avec le Standard de Liège
- Finaliste de la Coupe de Belgique en 1984 avec le Standard de Liège
- Vainqueur de la Supercoupe de Belgique en 1981 et en 1983 avec le Standard de Liège
- Finaliste de la Coupe d'Europe des Vainqueurs de Coupe en 1982 avec le Standard de Liège